# François Henri Eugène Daugier
François-Henri-Eugène d'Augier o François Henri Eugène Daugier (Courthezon, 12 de septiembre de 1764-Paris, 12 de abril de 1834), fue un oficial de la armada y político francés que por su meritorio desempeño recibió varias distinciones honoríficas.

## Familia
Hijo de Joseph Ignace d'Augier caballero de la ciudad de Aviñón y de Dorothée Susanne de Margablet. Nació en Courthezon el 12 de septiembre de 1764.
En 1797, en Brest, contrajo matrimonio con Marie Gabrielle Caroline Jacquette Le Dall de Kereon.

## Antiguo Régimen
En octubre de 1782 ingresó a la escuela de guardiamarinas, una de las escuelas mantenidas por la monarquía para entrenar a los jóvenes que después tripularían sus naves como oficiales. Luego se embarcó en la corbeta Fleche. En 1783 fue transbordado al Precieuse participando en una campaña a la India. En mayo de 1786 regresó a Francia a bordo del Brillant siendo después transbordado al Superbe perteneciente a la escuadra de evoluciones.
En 1787 efectuó servicio en las Antillas tripulando distintos paquebotes. En 1788 a bordo del Lourde y del Couraguese sirvió en las Antillas y el Mediterráneo. En 1789 fue ascendido a teniente de navío.

## Primera República
Luego de varios años embarcado, su salud se vio resentida por lo que obtuvo una licencia y regresó donde su familia. Fue elegido procurador de Courthezon y al poco tiempo fue llamado al servicio antes de la Guerra de la Primera Coalición. Se embarcó en la Fleche, el Levant y finalmente en el Tourville, como mayor de la escuadra de Morad de Galles en su crucero al golfo de Gascone en 1793.
Totalmente agotadas, sus tripulaciones se amotinaron con el pretexto de querer navegar hacia Brest para salvar el puerto de los mismos realistas que permitieron que los ingleses ocuparan Tolón. Daugier y el almirante se embarcaron en uno de las naves amotinadas logrando que los amotinados depusieran su actitud.
El Comité Central de Salud Pública estimó que Daugier tenía que ser degradado para alentar el fanatismo popular. Fue encarcelado pero liberado cuando cayó Robespierre el 9 de termidor (27 de julio de 1794).
En marzo de 1795 ascendió a capitán de navío y se le dio el mando de la fragata Prosperpine con la cual combatió en tres batallas contra los ingleses frente a las costas de Bretaña bajo las órdenes del almirante Villaret de Joyeuse. Las batallas tuvieron lugar el 17 y 23 de junio de 1795 y el 20 de marzo de 1796.
Luego tomó el mando de la Fougeux y luego del Cocarde Nationale con los que participó en la Expedición de Irlanda en 1796. En 1797 tomó el mando del Jupiter en Brest. En 1799 como comandante del Batave participó en la expedición del almirante Bruix al Mediterráneo.
En 1800 fue nombrado jefe militar de Rochefort, luego de Lorient y al año siguiente fue designado miembro del Tribunat, una de las cuatro asambleas creadas por la constitución del año VIII.

## Guerras Napoleónicas
Supervisó la formación y entrenamiento de la flota de invasión en Boulogne antes de participar en varias batallas contra los ingleses en Le Havre en junio de 1804.
En premio de sus servicios, Napoleón lo hizo miembro de la Legión de Honor, el 26 de noviembre de 1803 como caballero y el 14 de junio del año siguiente como oficial. También fue designado elector del departamento de Vaucluse y primer comandante de los marineros de la Guardia Imperial de Napoleón.
En junio de 1806 efectuó una misión de reconocimiento de las costas del Adriático. En mayo de 1807 estuvo al mando de la marinería de la Guardia Real que participó en el sitio de Danzig y en el de Stralsund
Cuando el 2 de mayo de 1808 estalló la revuelta popular en Madrid, Daugier recibió la orden de ponerse a disposición del general Dupont en Andalucía.En la batalla de Baylen, el 19 de julio, su caballo fue muerto cayendo bajo él. Fue hecho prisionero pero fue liberado al poco tiempo.
Regresó a Francia y solicitó su retiro que obtuvo por poco tiempo ya que Napoleón lo nombró prefecto marítimo de Lorient.

## Restauración borbónica
Después de la caída de Napoleón, el rey Luis XVIII lo ascendió a contraalmirante y lo designó conde y caballero de la Orden de San Luis.
Después de los Cien Días, fue nombrado prefecto naval de Lorient en enero de 1816 luego en 1817 de Rochefort y finalmente en 1824 de Tolon.
En 1821 fue nombrado director del personal del ministerio de marina y consejero de estado. En agosto de 1823 recibió la gran cruz de la Orden de San Luis. En mayo de 1825 ascendió a vicealmirante.
En enero de 1827 pasó a formar parte del consejo del Almirantazgo y en noviembre del mismo fue elegido diputado por Aviñón.

## Monarquía de julio
El 1 de marzo de 1831 fue pasado a la reserva. Falleció en París el 12 de abril de 1834. Fue sepultado en el cementerio del Pere-Lachaise.

## Distinciones
- Caballero de la Legión de Honor - 26 de noviembre de 1803
- Oficial de la Legión de Honor - 14 de junio de 1804
- Caballero de la Real y militar Orden de San Luis - 1 de junio de 1814
- Conde hereditario - 10 de diciembre de 1814[3]